# Trnava (Čačak)
Pour les articles homonymes, voir Trnava (homonymie).
Trnava (en serbe cyrillique : Трнава) est une localité de Serbie située sur le territoire de la ville de Čačak, district de Moravica. Au recensement de 2011, elle comptait 2 902 habitants.
Trnava est officiellement classée parmi les villages de Serbie[réf. nécessaire]

## Démographie

### Évolution historique de la population
| 1948  | 1953  | 1961  | 1971  | 1981  | 1991  | 2002  | 2011  |
| ----- | ----- | ----- | ----- | ----- | ----- | ----- | ----- |
| 1 678 | 1 655 | 1 773 | 1 770 | 2 130 | 2 461 | 2 685 | 2 902 |

|  |